# NGC 35
NGC 35 je spiralna galaksija v ozvezdju Kita. Njen navidezni sij je 14,74m. Od Sonca je oddaljena približno 82,5 milijonov parsekov, oziroma 269 milijonov svetlobnih let.
Galaksijo je odkril Lewis A. Swift 21. novembra 1886.